# Кисельов Геннадій Семенович
Геннадій Семенович Кисельов (1 лютого 1922 — 16 травня 1979) — заступник командира ескадрильї 58-го гвардійського штурмового авіаційного полку 2-ї гвардійської штурмової авіаційної дивізії 16-ї повітряної армії 1-го Білоруського фронту, гвардії підполковник, Герой Радянського Союзу.

## Біографія
Кисельов Геннадій Семенович народився 1 лютого 1922 року в місті Уфа.
Росіянин. Член ВКП(б)/КПРС з 1945 року. Закінчив середню школу і Уфимський аероклуб.
В Червону Армію призваний в грудні 1940 року Уфимським міськвійськоматом Башкирської АРСР. У 1942 році закінчив Енгельську військову авіаційну школу пілотів.
На фронті Другої світової війни з грудня 1942 року.
Після війни відважний льотчик-штурмовик продовжував службу у ВПС СРСР. У 1952 році Геннадій Семенович закінчив Військово-повітряну академію імені Ю.О. Гагаріна в с. Моніно Московської області.
З 1959 року підполковник Кисельов Р. С. — в запасі. У 1959-1961 роках жив у місті Салаваті. Восени 1961 року поїхав в Омськ, де й залишився проживати. Помер 15 травня 1979 року.
Похований в Омську на алеї Героїв Радянського Союзу.
Сім'я: дружина, син Геннадій.

## Подвиг
«Заступник командира ескадрильї 58-го гвардійського штурмового авіаційного полку (2-а гвардійська штурмова авіаційна дивізія, 16-а повітряна армія, 1-й Білоруський фронт) кандидат у члени ВКП(б) гвардії старший лейтенант Кисельов Г.С. до лютого 1945 року здійснив 110 бойових вильотів на штурмовку скупчень живої сили і техніки противника, завдав йому великої шкоди.
7 травня 1943 року, здійснюючи черговий бойовий виліт, Г.С. Кисельов був поранений і збитий на території, зайнятій противником. 19 травня 1943 року мужній радянський офіцер втік з полону, вистрибнувши з вагона поїзда, в лісах розшукав партизанів і відважно бився в їх рядах. 21 вересня 1943 року переправлений на Велику землю. Повернувся в стрій і бив ворога до переможного закінчення війни».
Указом Президії Верховної Ради СРСР від 15 травня 1946 року за зразкове виконання бойових завдань командування і проявлені при цьому геройство і мужність гвардії старшому лейтенанту Кисельову Геннадію Семеновичу присвоєно звання Героя Радянського Союзу з врученням ордена Леніна і медалі «Золота Зірка» (№ 7051).

## Нагороди
Нагороджений орденом Леніна, трьома орденами Червоного Прапора, орденом Вітчизняної війни I-го ступеня, двома орденами Червоної Зірки, медалями.

## Пам'ять
Ім'я Героя Радянського Союзу Г.С. Кисельова занесено на меморіальну дошку Героїв Радянського Союзу — випускників Уфимського аероклубу.